# Enrico Accorretti
Enrico Accorretti (Macerata, 14 luglio 1888 – Roma, 14 marzo 1978) è stato un ammiraglio e aviatore italiano, distintosi come pilota di idrovolanti nel corso della Grande Guerra, e successivamente durante le operazioni navali nel corso della guerra d'Etiopia e in quella di Spagna. Durante quest'ultima fu comandante della missione navale, e al termine del conflitto, promosso contrammiraglio, divenne addetto navale presso l'Ambasciata d'Italia a Madrid. Dopo l'inizio delle operazioni belliche contro Francia e Gran Bretagna, il 10 giugno 1940, ricoprì gli incarichi di Capo di stato maggiore della 2ª Squadra navale, e poi delle neocostituite Forze Navali da Battaglia (F.N.B.), fu alla direzione del reparto operazioni presso Supermarina, e poi assunse il comando della 9ª Divisione navale, formata dalle tre navi da battaglia della classe Littorio. Promosso ammiraglio di squadra nel 1945, assunse l'incarico di Sottocapo di Stato maggiore della Marina, che ricoprì fino al febbraio 1947, data in cui lasciò il servizio attivo. Decorato con la Croce di Cavaliere dell'Ordine militare di Savoia, e la Croce di Ufficiale dell'Ordine militare d'Italia, e di tre medaglie d'argento e due croci di guerra al valor militare e tre croci al merito di guerra. Sposato il 30 aprile 1930 con Nerina Varvaro, Accorretti fu aiutante di campo onorario di Vittorio Emanuele III e invalido di guerra.

## Biografia

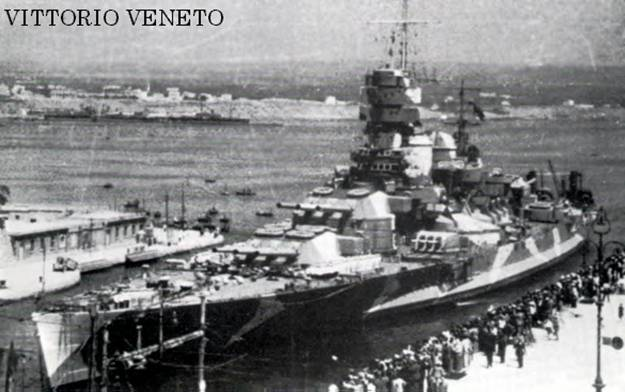
La nave da battaglia Vittorio Veneto lascia a rimorchio l'arsenale di Taranto al termine della riparazioni dei danni subiti a Capo Matapan.

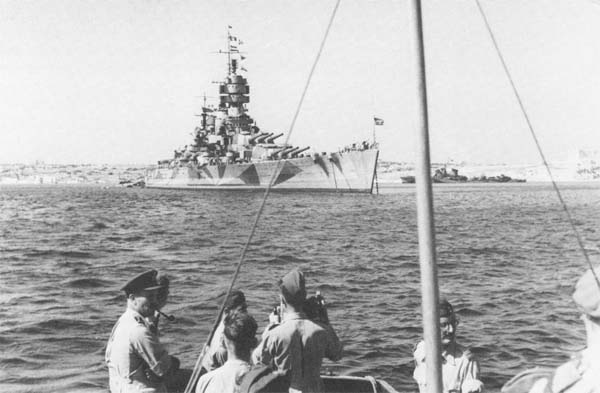
La nave da battaglia Vittorio Veneto all'ancora nella rada di Marsa Scirocco a Malta, dopo l'armistizio dell'8 settembre 1943.

Nacque a Macerata il 14 luglio 1888, figlio del marchese Giuseppe, tenente colonnello di cavalleria del Regio Esercito, e della signora Bianca Malacari Misturi. Dopo aver frequentato il primo anno presso l'Istituto di scienze sociali dell'università di Firenze, scelse di seguire la carriera militare come suo padre e il fratello Alberto. Nel corso del 1907 fu ammesso a frequentare la Regia Accademia Navale di Livorno da cui uscì quattro anni dopo, nel 1911, con il grado di guardiamarina in servizio permanente effettivo nella Regia Marina. Imbarcato sull'incrociatore corazzato Pisa, dopo una missione nel Levante, prese parte alla guerra italo-turca in Libia, partecipando ad operazioni di scorta alle navi e di bombardamento delle coste della Cirenaica.
Dopo l'entrata in guerra del Regno d'Italia, avvenuta il 24 maggio 1915, operò dapprima come ufficiale di rotta sul cacciatorpediniere Ardito impegnato nella protezione del traffico navale tra Brindisi e La Spezia, poi sull'incrociatore protetto Piemonte che operava in seno alla squadra anglo-francese di stanza a Salonicco. Rientrato in Italia nel 1917 divenne aiutante di bandiera dell'ammiraglio Luigi Cito Filomarino a Venezia, e poi ufficiale di ordinanza dapprima del Duca di Spoleto, e poi del comandante della 3ª Armata tenente generale Emanuele Filiberto Duca d'Aosta.
Appassionatosi al mondo dell'aviazione conseguì il brevetto di pilota militare di idrovolante, e con il grado di tenente di vascello fu assegnato alla Stazione idrovolanti "Giuseppe Miraglia" di Venezia in qualità di capogruppo delle squadriglie da bombardamento. Distintosi in particolare nell'azione del 2 luglio 1918 e al bombardamento di Pola del 17 dello stesso mese, dopo aver eseguito venti missioni belliche, di cui tre notturne, fu decorato con la prima Medaglia d'argento al valor militare.
Dopo la fine della Grande Guerra si imbarcò nuovamente sul Pisa, impiegato nel Levante, e riprese gli studi conseguendo la laurea in scienze sociali nel 1924. A bordo della nave da battaglia Roma nel 1920 partecipò ad una crociera in Brasile, Argentina e Uruguay. Divenuto primo tenente di vascello nel 1922 assunse il comando superiore navale per il Mar Rosso e l'Oceano Indiano a bordo della cannoniera Misurata, partecipando agli studi sulle prime operazioni militari aventi lo scopo di riaffermare la sovranità italiana sulla Somalia. Promosso capitano di corvetta nel 1924 assunse il comando del cacciatorpediniere  Castelfidardo, e della 2ª squadriglia ct nel 1925-26 e ritornò in Oriente assumendo, dal 22 aprile 1927 all'11 settembre 1928, col grado di capitano di fregata sulla R. Nave Legnano, il comando superiore in Mar Rosso ricoprendo anche la funzione di comandante marina di Massaua. Per breve tempo fu collaboratore della direzione dell'Accademia navale di Livorno e nel 1929 fu nominato sottocapo di Stato maggiore dell'ammiraglio Antonio Foschini, comandante della divisione speciale a bordo dell'esploratore Quarto. Nel corso del 1930 frequentò la scuola di guerra navale, al termine della quale ritornò in mare come comandante dell'esploratore Emanuele Pessagno e poi della torpediniera Giuseppe Cesare Abba e della relativa 5ª squadriglia. Trasferito presso l'ufficio del Capo di stato maggiore della Marina, nel 1934 fu promosso capitano di vascello assumendo, dal 16 settembre 1934 al 14 agosto 1935, il comando dell'incrociatore pesante Zara. Allo scoppio della guerra d'Etiopia fu nuovamente mandato in Mar Rosso dove collaborò all'organizzazione logistica, e assunse poi il comando del gruppo del naviglio silurante ivi presente. 
Fece parte del seguito della principessa Iolanda Margherita di Savoia imbarcata a bordo della nave ospedale Cesarea, quando essa, durante la guerra, eseguì una visita in Eritrea ed in Oceano Indiano. Verso la fine del 1938 venne mandato in Spagna in qualità di comandante della missione navale, istituita allo scoppio della guerra di Spagna, che aveva il duplice scopo di far fronte alle necessità del Corpo Truppe Volontarie e di fungere da centro di collegamento, e di attiva collaborazione, con la marina nazionalista del generalissimo Francisco Franco. Visto che la guerra si stava concludendo a favore delle forze nazionalisti eseguì compiti a livello diplomatico stringendo legami tra le due nazioni, tanto che venne poco dopo, promosso contrammiraglio, divenne addetto navale presso l'Ambasciata d'Italia a Madrid.
Il 10 giugno 1940, data dell'inizio delle operazioni belliche contro Francia e Gran Bretagna, divenne Capo di stato maggiore dapprima dell'ammiraglio Riccardo Paladini, e poi dell'ammiraglio Angelo Iachino, comandanti della 2ª Squadra navale. Prese parte alla battaglia di Punta Stilo e poi alle operazioni che videro impegnata la flotta italiana nel contrastare i movimenti della Mediterranean Fleet dal 31 agosto al 1º settembre, senza partecipare ad altre azioni belliche. A fine novembre partecipò alla battaglia di capo Teulada. Nel dicembre del 1940 la flotta fu riunita in una sola squadra, al comando dell'ammiraglio Iachino, e lui assunse l'incarico di Capo di stato maggiore delle neocostituite Forze Navali da Battaglia (F.N.B.). In questo nuovo incarico collaborò con Iachino alla riorganizzazione e al trasferimento del personale per la costituzione di un comando unificato e partecipò alle principali operazioni navali del 1941. Nel febbraio di quell'anno alla ricerca della squadra inglese che aveva bombardato Genova, e nel mese di marzo fu l'unico ad essere messo al corrente, con lo stesso Iachino, della grande operazione che si stava organizzando nel Mediterraneo orientale di ne curò tutti i dettagli trasferendo personalmente la flotta a Napoli. Tale operazione culminò nella battaglia di Capo Matapan, in cui collaborò attivamente con Iachino dopo la difficile situazione creatasi con il siluramento della nave da battaglia Vittorio Veneto.  Nel mese di dicembre combatté nella prima battaglia della Sirte, e promosso ammiraglio di divisione nel 1942 assunse la direzione del reparto operazioni presso Supermarina. Nell'aprile del 1943 ritornò in mare assumendo il comando della 9ª Divisione, formata dalle navi da battaglia Vittorio Veneto (nave ammiraglia), Italia e Roma. La sera dell'armistizio dell'8 settembre 1943 venne messo a conoscenze dell'ordine di salpare, dopo aver provveduto a sbarcare il personale tedesco, con rotta per La Maddalena.
Quando in alto mare fu nota la vera destinazione della flotta, che doveva raggiungere l'isola di Malta e consegnarsi agli Alleati, intervenne personalmente presso gli ufficiali e gli equipaggi per invitarli a rispettare la disciplina. L'intera divisione di navi da battaglia fu attaccata dagli aerei tedeschi che affondarono la Roma (con lo stesso comandante della flotta, ammiraglio Carlo Bergamini, e il suo intero stato maggiore), e lui, insieme all'ammiraglio Romeo Oliva, condusse il grosso delle unità a Malta consegnandole agli inglesi con la massima disciplina. Da Malta portò le unità da battaglia ad Alessandria d'Egitto, e qui le corazzate, dopo circa un mese, furono internate con a bordo equipaggi ridotti nel Grande Lago Amaro. Durante questo periodo si adoperò incessantemente per tenere alto il morale dei suoi uomini costretti all'inazione, cui non era consentito di sbarcare a terra, ed a corto di rifornimenti.
Rientrato in Italia nella primavera del 1944 rimase ferito a Taranto durante un'esplosione. Nel 1945, venne promosso ammiraglio di squadra, assumendo l'incarico di Sottocapo di Stato maggiore della Marina organizzando il rientro delle unità, l'opera di sminamento delle acque nazionali, e il trasporto dei prigionieri italiani dall'Africa e dal Medio Oriente. Nel dicembre 1946, dopo la proclamazione della Repubblica, volle rimanere fedele alla monarchia, e lasciò l'incarico nel febbraio 1947. Nel 1948 non prestò giuramento di fedeltà alla Repubblica, e si ritirò definitivamente a vita privata venendo posto in congedo assoluto. Nel 1963 si candidò alle elezioni per la Camera dei Deputati nelle liste del Partito Democratico Italiano di Unità Monarchica ma non fu eletto. Coniugato dal 1930 con la signorina Nerina Varvaro, aiutante di campo onorario di Vittorio Emanuele III, invalido di guerra, si spense a Roma il 14 marzo 1978.

## Pubblicazioni
- Raccolta di documenti relativi alla mia famiglia, Ufficio del Capo di Stato Maggiore della Marina (Ufficio storico), Roma, 1964.

### Annotazioni
1. ↑  Alberto Accorretti cadde in combattimento sulla Bainsizza nell'agosto del 1917.
2. ↑  Compiendo a volte anche azioni contrarie al diritto internazionale.

### Fonti
1. 1 2 3 4 5 6 7 8 9 10 11 12 13 14 15  Alberini, Prosperini 2016, p. 12.
2. 1 2 3 4 5 6 7 8 9 10 11 12 13 14 15 16 17 18 19 20 21 22 23 24 25 26  http://www.treccani.it/enciclopedia/enrico-accorretti_(Dizionario-Biografico)
3. 1 2  Sito web del Quirinale: dettaglio decorato.
4. ↑  Registrato alla Corte dei Conti il 27 febbraio 1942, registro n.3, foglio n.162.